# Ólafur Arnalds
Ólafur Arnalds (Mosfellsbær, 1986. november 3. –), izlandi multi-instrumentalista; producer.

## Pályafutása
Ólafur Arnalds dobosként kezdte a Fighting Shit nevű hardcore/metál zenekarban, majd a Celestine együttes következett. Aztán már bendzsózott, gitározott és zongorázott is egy barátja: My Summer as a Salvation Soldier (Nyaram az Üdvhadsereg katonájaként) címmel megjelent lemezén.
2004-ben zenét szerzett a német Heaven Shall Burn nevű metálzenekar albumának.
2007-ben első saját albuma jelent meg: Eulogy for Evolution; 2008-ban pedig már a második is: Variations of Static címmel.

## Albumok
- 2007: Eulogy For Evolution
- 2008: Variations Of Static (EP)
- 2009: Found Songs (EP)
- 2009: Dyad 1909 (EP)
- 2010: ...And They Have Escaped the Weight of Darkness
- 2012: Another Happy Day
- 2012: Living Room Songs (EP)
- 2012: Two Songs for Dance
- 2012: Stare
- 2013: For Now I Am Winter
- 2015: The Chopin Project
- 2016: Island Songs
- 2018: Re:member
- 2020: some kind of peace